# Голео
Голе́о VI (англ. Goleo VI) или просто Голео — официальный талисман чемпионата мира 2006 года в Германии по футболу. Внешне похож на льва, одетого в футболку с номером 6. Он никогда не расстаётся со своим компаньоном, говорящим мячом Пилле.

## История
В качестве талисмана чемпионата Голео был представлен Францем Бекенбауэром и Пеле 13 ноября 2004 года, во время телепередачи на немецком телевидении «Держу пари, что…» (нем. Wetten, dass…).

### Биография
Имя льву, возможно было выбрано от англ. Go, Leo (Вперёд, лев) или исп. Goleo (Я забил гол). Также возможно это производная от возгласа болельщиков оле-оле.
Для льва придумали биографию, описали его привычки и предпочтения, что любит есть, слушать и т. д.
На сайте fifaworldcup.com, в частности, описан процесс появления льва в Германии:
Детство Голео провёл в Африканской саванне, родился он в Ботсване 5 июля 1985 года. Римская цифра шесть означает, что он шестой Голео в своём роду. Его отец Голео V — король джунглей. Однако, сам Голео в детстве далеко убежал от родных, заблудился, был пойман браконьерами и продан. Купивший его капитан корабля, выходил львёнка и отвёз в Германию. Какое-то время Голео служил на кораблях матросом путешествовал и многому научился. Затем остановился в Гамбурге, где попал на конкурс талисманов, там он познакомился с Пилле и вскоре стал знаменитым. Он всё ещё надеется найти свою семью.

## Пилле
Пи́лле — говорящий мяч, компаньон Голео, следует за ним куда бы тот не пошёл. Его имя происходит от нем. pill — разговорное название футбола. Создан немецкой студией GUM Studios.
Согласно сайту fifaworld.com, Пилле появился 22 августа 2003 на фабрике мячей Adidas. Вместо воздуха в него закачали какой-то газ, но вместо секретных тестов он, вместе с другими был отправлен на чемпионат Европы 2004. Это был тот самый мяч, который пролетел над перекладиной после удара Дэвида Бекхэма в серии послематчевых пенальти между Португалией и Англией.

## Критика Голео
В Германии выбор Голео в качестве символа был воспринят скептически. Львы не обитают в Германии и не ассоциируются с немцами, скорее это символ соседних Нидерландов или Англии. Многие считают, что талисманом должен был стать орёл или хотя бы белка.
Ещё одним объектом нападок стало отсутствие на игрушке трусов.
Организаторы же выбор льва объяснили так: поскольку лев — король зверей, соответственно лев с мячом — король футбола.

## Неприятности
Фирма по производству игрушек NICI AG, обладатель лицензии на производство Голео, обанкротилась перед самым началом чемпионата, чему во многом этому способствовала большая стоимость лицензии — €28 000 000, поэтому талисмана нет во время финальной части[прояснить].